# Werner Esswein
Werner Esswein (* 17. Dezember 1955 in München) ist ein deutscher Wirtschaftsinformatiker, der sich auf Systementwicklung bzw. -modellierung spezialisiert hat. Er lehrt seit 1993 an der TU Dresden.

## Leben
Esswein studierte von 1979 bis 1984 Betriebswirtschaft an der Universität Augsburg. Von 1984 bis zu seiner Promotion 1987 war Esswein wissenschaftlicher Mitarbeiter am Lehrstuhl für Betriebswirtschaftslehre an der Universität Regensburg. 1987/88 arbeitete er als Referent in verschiedenen Zentralbereichen der Siemens AG. Von 1989 bis 1993 war zunächst Assistent am Lehrstuhl für Wirtschaftsinformatik an der Universität Bamberg, bevor er 1993 zur Technischen Universität Dresden wechselte, wo er seit 1994 Inhaber des Lehrstuhls für Wirtschaftsinformatik, insb. Systementwicklung ist. Von 1997 bis 2000 war er Dekan der Fakultät Wirtschaftswissenschaften. Ab 1998 war er einige Jahre lang Geschäftsführer von Dresden exists, einer Initiative für Jungunternehmer, bevor Michael Schefczyk diesen Posten übernahm.
Zudem ist Esswein Geschäftsführer der Beratungsfirma semture GmbH in Dresden.